# Branislav Miličević
Branislav Miličević (in serbo Бранислав Миличевић?; 23 luglio 1983) è un ex calciatore serbo, di ruolo difensore.

## Carriera

### Club
Miličević iniziò la carriera in patria, con la maglia del Šumadija Jagnjilo. Nel 2005 passò al Keflavík, squadra islandese per cui giocò 45 partite e con cui vinse la Coppa d'Islanda 2006.
Nel 2008 passò allo Start, all'epoca militante nella Adeccoligaen. Debuttò in Norvegia in data 5 aprile, giocando da titolare nel successo per cinque a due sul Nybergsund-Trysil. Al termine della stagione, la sua squadra conquistò la promozione nella Tippeligaen.
Il 15 marzo 2009 esordì così nella massima divisione norvegese, venendo impiegato nel tre a tre sul campo dello Strømsgodset. Al termine del campionato 2011, lo Start retrocesse e il contratto del difensore serbo giunse alla scadenza.

## Palmarès

### Giocatore

#### Club

##### Competizioni nazionali
- Coppa d'Islanda: 1

Keflavík: 2006